# 13 Mann und ein Kapitän/Jenseits des Tales
13 Mann und ein Kapitän/Jenseits des Tales è il singolo d'esordio del cantante tedesco Schlager Heino pubblicato nel 1966 da EMI/Electrola.

## Descrizione
Nel 1965 Heino viene scoperto da Ralf Bendix che gli fa firmare un contratto con la sua casa discografica e produce il suo primo album di genere più prettamente folk, Heino e il suo primo singolo, 13 Mann und ein Kapitän/Jenseits des Tales.
Heino percepisce per la prima volta la sua popolarità durante una vacanza a Rimini, sentendo alla radio la sua Jenseits des Tales, retro del suo primo 45 giri 13 Mann und ein Kapitän/Jenseits des Tales.

## Tracce
1. 13 Mann und ein Kapitän – 2:13 (Jung, Mahr)
2. Jenseits des Tales – 2:44 (Götz, Münchhausen)

## Formazione
- Heino: voce